# Parailurus
Il parailuro (gen. Parailurus) è un mammifero carnivoro estinto, appartenente alla famiglia degli ailuridi. Visse tra il Pliocene medio e il Pliocene superiore (circa 4 - 2,5 milioni di anni fa) e i suoi resti fossili sono stati ritrovati in Europa, Asia e Nordamerica. 

## Descrizione
Questo animale, benché noto per resti molto parziali, doveva essere molto simile all'odierno panda minore (Ailurus fulgens). I molari mostravano la stessa morfologia della forma attuale, poco appuntiti e tipici di animali che non si nutrono di carne. In ogni caso, i resti fossili indicano che Parailurus era grande circa un terzo in più del panda minore e possedeva mandibola e cranio più forti e robusti. 
Parailurus era caratterizzato da molari dotati di un metastilo e un protoconulo particolarmente sviluppati; il protoconulo, tuttavia, era ancor più accentuato rispetto all'affine (ma più antico) Pristinailurus.

## Classificazione
Il primo esemplare di Parailurus venne descritto sulla base di materiale proveniente dall'Inghilterra. Nel 1888, William Boyd Dawkins descrisse la specie Ailurus anglicus dal sito pliocenico di Red Crag nel Suffolk. Successivamente, nel 1899, Max Schlosser descrisse un cranio fossile di panda proveniente dalla Romania, e decise che era abbastanza diverso da Ailurus fulgens per meritare di essere classificato in un genere e a una specie a sé stanti, Parailurus hungaricus. Anche la specie Ailurus anglicus venne attribuita a questo genere. Altri fossili appartenenti a Parailurus sono stati successivamente segnalati in Slovacchia, in Italia e in Germania. 
Nel 1977, Parailurus è stato segnalato anche in Nordamerica: Tedford e Gustafson (1977) hanno descritto un dente di Parailurus dalla formazione pliocenica Ringold di Washington. Sasagawa et al. (2003) in seguito hanno segnalato Parailurus dalla formazione pliocenica Ushigakubi del Giappone e Sotnikova (2008) ha descritto una nuova specie (Parailurus baikalicus) dal Pliocene della Transbaikalia (Russia). Sembra che i membri di questo genere abbiano avuto un'ampia distribuzione olartica. Un'analisi cladistica suggerisce che Parailurus e Ailurus siano sister-taxa (Wallace & Wang 2004), anche se esiste la possibilità che una specie asiatica di Parailurus abbia dato luogo ad Ailurus.